# Samir Geagea
Samir Geagea (in arabo سمير جعجع‎?, Samīr Jaʿjaʿ; Beirut, 25 ottobre 1952) è un politico e militare libanese.
Fu comandante delle Forze Libanesi nel corso della guerra civile in Libano dal 1986 fino al 1990, e quindi presidente esecutivo delle stesse Forze Libanesi divenute partito politico.

## Biografia

### Gioventù ed educazione
Samir Geagea nasce il 25 ottobre 1952 a 'Ain al-Rammanah, sobborgo di Beirut, da famiglia poco benestante di confessione cristiana maronita originaria di Bsharre; il padre lavorava nell'esercito, ma riesce comunque a far frequentare al figlio gli studi fino al liceo. Grazie ad una borsa di studio erogata dall'Associazione Khalil Gibran, Geagea poté intraprendere gli studi presso la facoltà di Medicina dell'Università Americana di Beirut e in seguito alla Université Saint-Joseph. In gioventù divenne membro attivo delle Falangi Libanesi. Si sposò con Sethrida Geagea.

### Durante la guerra civile

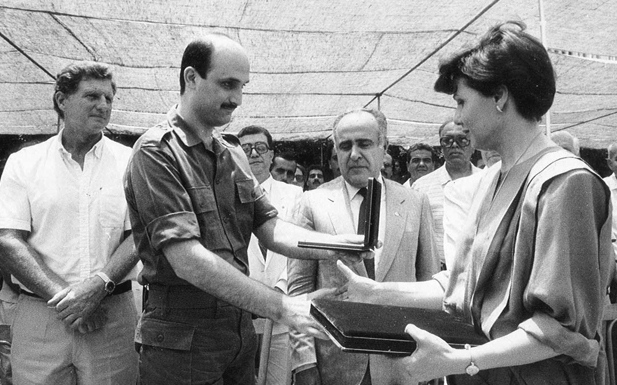
Geagea con la figlia di William Hawi alla fine degli anni 1980

Nel corso della guerra civile Geagea aumentò progressivamente il proprio ruolo politico e guidò diverse operazioni su ordine di Bachir Gemayel, il comandante delle milizie armate del partito falangista, le quali nel 1976 insieme ad altre formazioni si unirono nelle Forze Libanesi guidate dallo stesso Gemayel. Nel giugno 1978 Geagea partecipò al massacro di Edhen contro la famiglia Frangieh. Nei primi anni 1980 Geagea venne nominato capo delle milizie delle Forze Libanesi per il fronte nord; al suo comando c'erano circa 1500 miliziani, provenienti soprattutto dalla zona intorno a Bsharre. Geagea guidò i suoi uomini in diverse battaglie contro l'esercito siriano nelle regioni di Koura e Qnat e contro il Partito Socialista Progressista di Walid Jumblatt per il controllo delle montagne dello Shuf.
Dopo la morte di Bashir Gemayel, assassinato nel settembre 1982 in un attentato dinamitardo insieme a 25 altri dirigenti del Fronte Libanese, Geagea divenne uno dei capi militari delle Forze Libanesi. Il 15 gennaio 1986, le forze fedeli al presidente della repubblica Amin Gemayel e a Samir Geagea, capo dell'intelligence delle Forze libanesi, estromisero Elie Hobeika dal comando delle Forze Libanesi e lo sostituirono con lo stesso Geagea; il colpo di stato arrivò in risposta alla firma apposta da Hobeika all'Accordo Tripartito con Nabih Berri e Walid Jumblatt sotto l'egida della Siria e per l'essersi avvicinato in tal modo politicamente a Damasco.

### L'arresto e il processo
Con la fine della guerra civile, a Geagea fu offerto di entrare nel nuovo governo filosiriano formato la vigilia di Natale. Egli però rifiutò varie volte, ribadendo la sua opposizione all'influenza politica siriana in Libano. Oltre alla guida delle Forze libanesi, Geagea mantenne il suo ruolo nella direzione del partito falangista. Nel 1992 si candidò alla guida del partito ma perse contro Georges Saadeh con il quale crebbe il conflitto. Successivamente, nello stesso anno Saadeh cacciò Geagea e tutti i membri della cosiddetta Commissione di salvataggio, formata da molti membri della direzione e leader locali fedeli alle Forze libanesi e a Geagea, che così trasformarono le milizie Forze Libanesi in un partito politico.
La sua opposizione alla presenza siriana nel paese generò crescenti pressioni nei suoi confronti; molti suoi simpatizzanti lo incoraggiarono ad abbandonare il paese per evitare possibili ritorsioni nei suoi confronti. I siriani sfruttarono i punti deboli dell'amnistia promulgata dal presidente Elias Hrawi per tutti i crimini e le atrocità commessi prima del 1990. Tale legge stabiliva che qualunque crimine commesso dopo quella data sarebbe stato escluso dagli effetti dell'amnistia. Il 27 febbraio 1994 una bomba esplose nella Chiesa di Sayyidet Al Najet (Nostra Signora della Liberazione) a Zouk, provocando numerose vittime. Gli autori dell'attentato rimasero sconosciuti ma Geagea venne accusato del crimine senza poter, di conseguenza, beneficiare dell'amnistia.
Il 23 marzo 1994 il governo libanese ordinò lo scioglimento delle Forze Libanesi e il deputato Fouad Malek, vicino a Geagea, venne posto sotto custodia. Geagea venne arrestato il 21 aprile 1994 con l'accusa di aver commissionato l'attentato alla chiesa, tentato di destabilizzare il governo "mantenendo una milizia sotto la maschera di un partito politico", istigato atti di violenza e commesso degli omicidi durante la guerra civile; venne accusato di aver assassinato l'ex primo ministro Rashid Karami, il leader del Partito Nazionale Liberale Dany Chamoun e della sua famiglia e l'ex membro delle Forze libanesi Elias Al Zayek. Venne inoltre accusato di aver tentato di uccidere il Ministro Michel Murr. Al termine del processo venne assolto per l'attentato alla chiesa ma condannato a quattro ergastoli per gli altri casi. Amnesty international criticò il processo e la condanna di Geagea, sostenendo che fossero ingiuste e politicamente motivate.

### Prigionia
Geagea venne incarcerato per undici anni in una cella d'isolamento, senza finestre, situata tre piani sotto il Ministero della Difesa. Il suo stato di salute venne compromesso e perse peso a causa delle malsane condizioni sanitarie e dell'assenza di ventilazione. L'accesso ai media e al mondo esterno gli venne negato, gli fu permesso solo di vedere la moglie e pochi famigliari. Tutte le conversazioni erano monitorate e gli venne vietato di parlare di politica con chiunque. Geagea dichiarò in seguito di aver meditato e ripensato alle proprie azioni compiute durante la guerra civile, mentre si trovava incarcerato. Si mantenne attivo mediante la lettura di filosofia Hindu, del Corano, teologia e misticismo cristiano indicando i lavori del gesuita Pierre Teilhard de Chardin.

### Rilascio
Geagea venne rilasciato in seguito alla Rivoluzione dei cedri, al termine della quale i siriani abbandonarono il Libano. Il parlamento libanese approvò la legge di amnistia il 18 luglio 2005. La legge venne successivamente firmata dal presidente Èmile Lahoud. Geagea venne rilasciato il 26 luglio 2005 e lasciò il Libano per curarsi. Tornò in Libano il 25 ottobre, giorno del suo compleanno.

### Ruolo politico

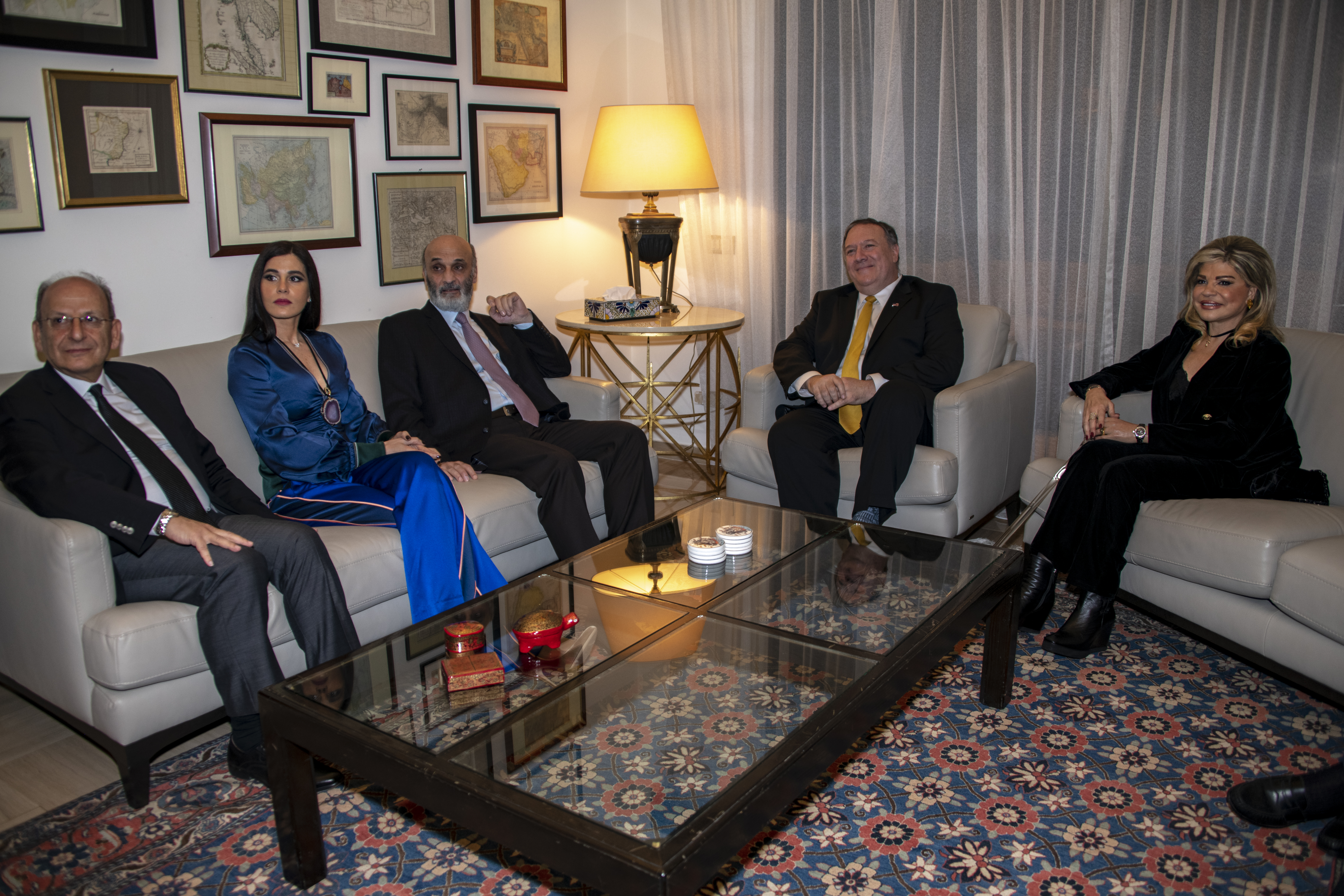
Il segretario di Stato statunitense Mike Pompeo con Geagea a Beirut nel 2019

Samir Geagea è uno dei leader della politica libanese e dello schieramento politico antisiriano; Geagea e le Forze Libanesi sono considerate la principale componente cristiana dell'Alleanza del 14 marzo, di cui è leader insieme al sunnita Saad Hariri.
Nel 2014 Geagea ha presentato la sua candidatura alle elezioni presidenziali libanesi per succedere al presidente Michel Suleiman, con il sostegno politico dell'Alleanza del 14 marzo. Tuttavia, il paese è entrato in uno stallo presidenziale di due anni, che si è concluso nel 2016 con Geagea che ha sostenuto il suo rivale di lunga data Michel Aoun per la presidenza.